# Souvik Das
Souvik Das (sinh ngày 23 tháng 8 năm 1995) là một cầu thủ bóng đá người Ấn Độ thi đấu ở vị trí tiền vệ cho Minerva Punjab ở I-League.

## Sự nghiệp
Sinh ra ở Kalyani, West Bengal, Das là một phần của U-19 India Elite Academy và Sporting Goa. Anh được đẩy lên đội chính thi đấu ở 2016–17 Goa Pro League.
Ngày 13 tháng 1 năm 2017, Das ra mắt cho Minerva Punjab ở I-League trước Aizawl. Anh đá chính và thi đấu cả trận mặc dù Minerva Punjab thất bại 1–0.

## Quốc tế
Das từng đại diện và làm đội trưởng của Ấn Độ ở cấp độ U-19.

## Thống kê sự nghiệp
Tính đến 13 tháng 1 năm 2017
| Câu lạc bộ          | Mùa giải            | Giải vô địch        | Giải vô địch | Giải vô địch | Cúp Liên đoàn | Cúp Liên đoàn | Cúp Quốc gia | Cúp Quốc gia | Châu lục | Châu lục  | Tổng    | Tổng      |
| Câu lạc bộ          | Mùa giải            | Hạng đấu            | Số trận      | Bàn thắng    | Số trận       | Bàn thắng     | Số trận      | Bàn thắng    | Số trận  | Bàn thắng | Số trận | Bàn thắng |
| ------------------- | ------------------- | ------------------- | ------------ | ------------ | ------------- | ------------- | ------------ | ------------ | -------- | --------- | ------- | --------- |
| Minerva Punjab      | 2016–17             | I-League            | 13           | 1            | —             | —             | 0            | 0            | —        | —         | 1       | 0         |
| Tổng cộng sự nghiệp | Tổng cộng sự nghiệp | Tổng cộng sự nghiệp | 13           | 1            | 0             | 0             | 0            | 0            | 0        | 0         | 1       | 0         |